# Sistema metro-tonelada-segundo de unidades
O sistema de unidades metro-tonelada-segundo ou mts é um sistema de unidade física. Foi inventado em França, daí o nome das unidades sthène e pièze. Foi adotado pela União Soviética em 1933 e abolido em 1955. Foi construído nos mesmos princípios do sistema CGS, ambos com unidades maiores para uso industrial. O sistema cgs, por outro lado, foi considerado adequado para uso exclusivo de laboratório.

## Unidades
As unidades básicas do sistema mts são as seguintes:
- comprimento: metro
- volume: metro cúbico
1 m3 ≡ 1kL
- massa: tonelada,
1 t ≡ 103 kg
- tempo: segundo
- força: sthène,
1 sn ≡ 1 t·m/s² = 103 N = 1 kN
- energia: sthène-metro = quilojoule,
1 sn·m ≡ 1 t·m²/s² = 103 J = 1 kJ
- potência: sthène-metro por segundo = quilowatt,
1 sn·m/s ≡ 1 t·m²/s3 = 103 W = 1 kW
- pressão: pièze,
1 pz ≡ 1 t/m·s² = 103 Pa = 1 kPa